# Circuit des six provinces
Le Circuit des six provinces est une ancienne compétition cycliste par étapes.
Créée en 1941, les deux premières éditions sont disputées sous le nom de Circuit des quatre provinces. L'épreuve réapparaît en 1946 et a lieu annuellement jusqu'en 1954. En 1955, 1956 et 1957 la course fusionne avec le Tour du Sud-Est et en 1969 et 1970 avec le Critérium du Dauphiné libéré.

## Palmarès
| Année                        | Vainqueur        | Deuxième         | Troisième         |
| ---------------------------- | ---------------- | ---------------- | ----------------- |
| Circuit des quatre provinces |                  |                  |                   |
| 1941                         | Gino Proietti    | Pierre Scalbi    | Paul Giacomini    |
| 1942                         | Jean Macone      | Henri Lautier    | Louis Thomas      |
| Circuit des six provinces    |                  |                  |                   |
| 1946                         | Georges Martin   | Pierre Baratin   | Raphaël Géminiani |
| 1947                         | Henri Massal     | Georges Martin   | Albert Bourlon    |
| 1948                         | Pierre Molineris | Georges Martin   | Marius Bonnet     |
| 1949                         | Lucien Lazarides | Antonin Rolland  | Roger Buchonnet   |
| 1950                         | Antonin Rolland  | Marcel Ernzer    | Fernand Vigneron  |
| 1951                         | Marcel Ernzer    | René Rotta       | Francisco Masip   |
| 1952                         | Roger Rossinelli | Jean Bertaina    | Alexandre Sowa    |
| 1953                         | Jan Adriaensens  | Roger Wyckstandt | Fred De Bruyne    |
| 1954                         | Charly Gaul      | Jean Brankart    | René Remangeon    |